# Frederick Crace Calvert

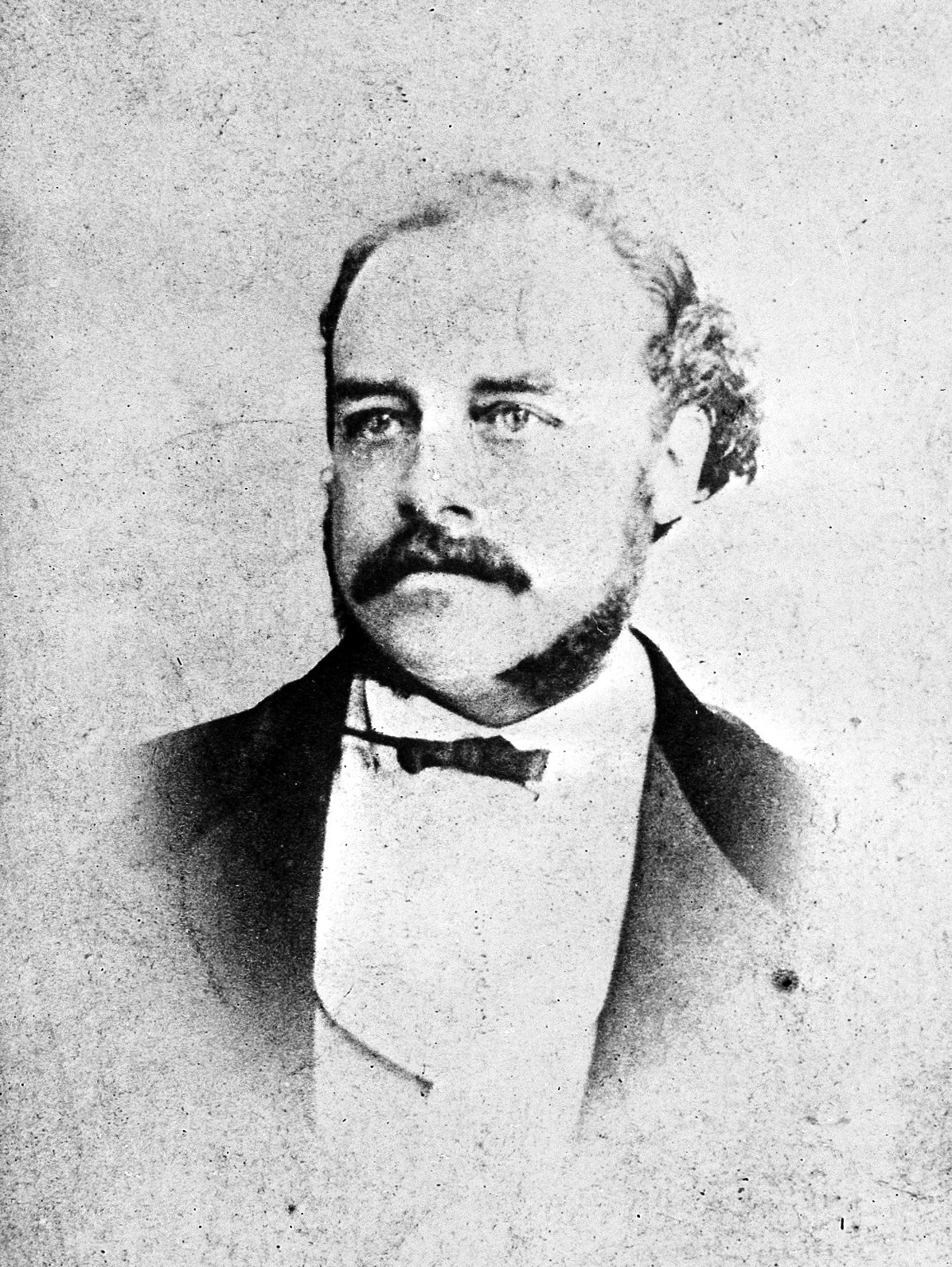
Frederick Crace Calvert.

Frederick Crace Calvert, född den 14 november 1819, död den 24 oktober 1873, var en engelsk kemist. Han var systerson till inredningsarkitekten Frederick Crace.
Calvert, som var professor vid medicinska skolan i Manchester och Fellow of the Royal Society, inlade stor förtjänst om den tekniska kemin och utgav viktiga arbeten rörande metallegeringar, puddlingsprocessen, användningen av svavelsyra vid sockerberedning, framställning av klorsyrat kali genom kalk och av kolsvavla med hjälp av koksalt.